# Titanites giganteus
|  | Dieser Artikel wurde aufgrund von formalen oder inhaltlichen Mängeln in der Qualitätssicherung Biologie zur Verbesserung eingetragen. Dies geschieht, um die Qualität der Biologie-Artikel auf ein akzeptables Niveau zu bringen. Bitte hilf mit, diesen Artikel zu verbessern! Artikel, die nicht signifikant verbessert werden, können gegebenenfalls gelöscht werden. Lies dazu auch die näheren Informationen in den Mindestanforderungen an Biologie-Artikel. |

Titanites giganteus ist eine Ammonitenart, die während des Oberen Jura (vor etwa 150 Millionen Jahren) im heutigen Südengland und Nordfrankreich lebte. In England findet er sich im jurassischen Kalkstein namens Portland Stone.
Titanites giganteus zählt zu den Leitfossilien des Oberen Jura und kann einen Durchmesser von fast einem Meter haben.
Titanites giganteus, von dem man früher annahm, dass er der übliche Riesenammonit des Portlandsteins sei, ist gröber gerippt als Titanites anguiformis und kommt in Wirklichkeit weiter unten, im Basal Shell Bed von Portland in gleichwertigen Schichten vor.